# Thomisus tripunctatus
Thomisus tripunctatus là một loài nhện trong họ Thomisidae.
Loài này thuộc chi Thomisus. Thomisus tripunctatus được Hippolyte Lucas miêu tả năm 1858.